# 고란 포포프
고란 포포프(Goran Popov, 1984년 10월 2일 ~ )는 북마케도니아의 전 축구 선수이다. 과거 마케도니아 국가대표로 활약했다.